# 范稚 (日南郡)
范稚（？—？），字不詳。東晉晉成帝及林邑國第一王朝年間日南郡西卷縣元帥。林邑國第二王朝第一位國王及其王國建立者范文在早年曾在范稚家中作家奴及經常跟隨范稚之商旅前往林邑國。